# Parafia św. Mikołaja w Cerekwicy
Parafia Świętego Mikołaja w Cerekwicy jest jedną z 11 parafii leżącą w granicach dekanatu żnińskiego. Erygowana w XI-XII wieku.

## Zasięg parafii
Do parafii należą wierni z miejscowości: Cerekwica, Kaczkowo (część), Kaczkówko, Podobowice (część), Słębowo i Ustaszewo (część).
Księgi metrykalne: 
- ochrzczonych od 1785 roku
- małżeństw od 1836 roku
- zmarłych od 1836 roku